# Pelago
Pelago település Olaszországban, Toszkána régióban, Firenze megyében. Lakosainak száma 7788 fő (2023. január 1.). Pelago Montemignaio, Pratovecchio Stia, Rignano sull’Arno, Rufina, Reggello és Pontassieve községekkel határos.

## Népesség
A település lakossága az elmúlt években az alábbi módon változott:
| Lakosok száma | 7682 | 7751 | 7788 |
|               | 2013 | 2018 | 2023 |